# Harry Blanchard
 Harry Blanchard  va ser un pilot de curses automobilístiques estatunidenc que va arribar a disputar curses de Fórmula 1.
Harry Blanchard va néixer el 13 de juny del 1929 a Burlington, Vermont, Estats Units i va morir en un accident disputant una cursa el 31 de gener del 1960 a Buenos Aires, Argentina.

## A la F1
Va debutar a l'última cursa de la temporada 1959 (la desena temporada de la història) del campionat del món de la Fórmula 1, disputant el 12 de desembre del 1959 el GP dels Estats Units al Circuit de Sebring.
Harry Blanchard va participar en una única prova puntuable pel campionat de la F1, aconseguint finalitzar en setè lloc la cursa i no assolí cap punt pel campionat del món de pilots.

## Resultats a la Fórmula 1
| Any  | Equip              | Xassís  | Motor   | 1   | 2   | 3   | 4   | 5   | 6   | 7   | 8   | 9     | Posició | Punts |
| ---- | ------------------ | ------- | ------- | --- | --- | --- | --- | --- | --- | --- | --- | ----- | ------- | ----- |
| 1959 | Blanchard Auto Co. | Porsche | Porsche | MON | 500 | HOL | FRA | GBR | ALE | POR | ITA | USA 7 | -       | 0     |

### Resum
| Curses: | Victòries: | Pòdiums: | Poles: | Voltes ràpides: | Punts: |
| ------- | ---------- | -------- | ------ | --------------- | ------ |
| 1       | 0          | 0        | 0      | 0               | 0      |